# Symphonie no 3 de Ropartz
Pour les articles homonymes, voir Symphonie no 3.
La Symphonie no 3 de Guy Ropartz en mi majeur est une symphonie pour chœur, soli et orchestre. Composée en 1905, elle fut interprétée le 11 novembre 1906 par l'Orchestre de la Société des concerts du Conservatoire dirigé par Georges Marty.

## Analyse de l'œuvre
1. Lent - Animé
2. Lent - Très vif
3. Lent

## Instrumentation
- Trois flûtes, trois hautbois, trois clarinettes, trois bassons, quatre cors, trois trompettes, quatre trombones, timbales, deux harpes, cordes, chœur, quatuor vocal (soprano, alto, ténor, basse).